# Константин Сиденко
Константин Семьонович Сиде́нко е руски офицер, адмирал.

## Биография
Роден е в Хабаровск през 1953 г. През 1975 г. завършва Тихоокеанското висше военноморско училище „С. О. Макаров“. Службата му преминава в Тихоокеанския флот като командир на минно-торпедна бойна част на крайцерска подводница, старши помощник-командир на голяма подводница. След завършване на Висшия специален офицерски клас на ВМФ заема длъжността командир на голяма подводница.
След завършване през 1989 г. на Военноморската академия се връща в Тихоокеанския флот и служи като заместник-командир на дивизион подводни лодки. Завършва Военната академия на Генералния щаб на Въоръжените сили на Руската федерация през 1994 г. и получава назначение в Тихоокеанския флот, където последователно заема длъжностите командир на дивизион подводни лодки, началник-щаб и първи заместник-командващ флотилия подводни лодки, началник-щаб и първи заместник-командващ ескадра. През май 1995 г. му е присвоено звание контраадмирал.
От август 1999 г. е началник-щаб и първи заместник-командващ, а от юли 2000 г. е командващ войските и силите на Североизток. През юни 2001 г. става вицеадмирал. От април 2002 г. е началник-щаб и първи заместник-командващ Тихоокеанския флот.
На 6 май 2006 г. е назначен за командващ Балтийския флот, а от декември 2007 г. – за командващ Тихоокеанския флот.
През юни 2010 г. е повишен в звание адмирал. От юли същата година е временно изпълняващ длъжността, а от 29 октомври 2010 г. е командващ войските на Източния военен окръг.
Награден е с ордените „За служба на Родината във Въоръжените сили“ III степен, „За военни заслуги“, както и с медали.